# Xueping (köpinghuvudort i Kina, Hubei Sheng, lat 31,64, long 111,67)
Xueping (kinesiska: 薛坪, 薛坪镇) är en köpinghuvudort i Kina. Den ligger i provinsen Hubei, i den centrala delen av landet, omkring 280 kilometer nordväst om provinshuvudstaden Wuhan. Antalet invånare är 29 151. Befolkningen består av 13 202 kvinnor och 15 949 män. Barn under 15 år utgör 10,0 %, vuxna 15-64 år 76 %, och äldre över 65 år 13,0 %.
Runt Xueping är det ganska tätbefolkat, med 144 invånare per kvadratkilometer. Xueping är det största samhället i trakten. I omgivningarna runt Xueping växer i huvudsak blandskog.
Genomsnittlig årsnederbörd är 1 096 millimeter. Den regnigaste månaden är augusti, med i genomsnitt 205 mm nederbörd, och den torraste är december, med 11 mm nederbörd.